# Ripari Villabruna
I Ripari Villabruna, rientranze rocciose naturali che offrono riparo, sono un sito archeologico sul fianco sinistro della Val Schenèr, nel territorio del comune di Sovramonte in provincia di Belluno, dove sono stati ritrovati i resti di frequentazione dei primi esseri umani moderni europei (EEMH, da European early modern humans in inglese), tra i quali la sepoltura del cosiddetto cacciatore della Val Rosna.

## Descrizione
I tre riparti di origine naturale, che si trovano ai piedi di una parete rocciosa, sono individuati con le lettere A, B e C. 
Il riparo A è il più grande ed è quello che ha restituito le racce archeologiche più importanti, tra i quali i resti del cacciatore; il riparo B è il più piccolo, mentre il riparo C, è quello più in basso.

## Scavi
I resti furono scoperti nel maggio 1987, durante i lavori di rettifica di un tracciato stradale, da Aldo Villabruna, appassionato e studioso di preistoria, che notò un accumulo a forma di cono di materiali detritici causato dai lavori dei mezzi meccanici. Tornato il giorno dopo con l'amico Carlo Morandini, i due, oltre a resti di materiali litici, trovarono resti di ossa umane.
Avvertite immediatamente le autorità competenti, i lavori di estrazione del corpo cominciarono nel 1988, e furono affidati a un gruppo di ricercatori dell’università di Ferrara, guidati dal professore Alberto Broglio, con la collaborazione degli “Amici del Museo” di Belluno.

## Datazione
La datazione è controversa tra chi pone la fase più antica di frequentazione del sito a 14.000 anni fa, e chi la pone a 12.000 anni fa.

## Sepoltura
La sepoltura è stata ritrovata all'interno del riparo A; il corpo è stato rinvenuto una ventina di metri sopra l’attuale piano stradale a circa 500–520 m di quota, 50 metri sopra il fondovalle. Il cacciatore venne sepolto in una fossa profonda circa 30–40 cm, con la testa rivolta verso sinistra e le braccia distese lungo i fianchi; il fondo della sepoltura venne cosparso con dell’ocra. Il corpo venne poi ricoperto con terriccio, ceneri, carboni e pietre prese dal vicino torrente Cismon, alcune delle quali decorate. 

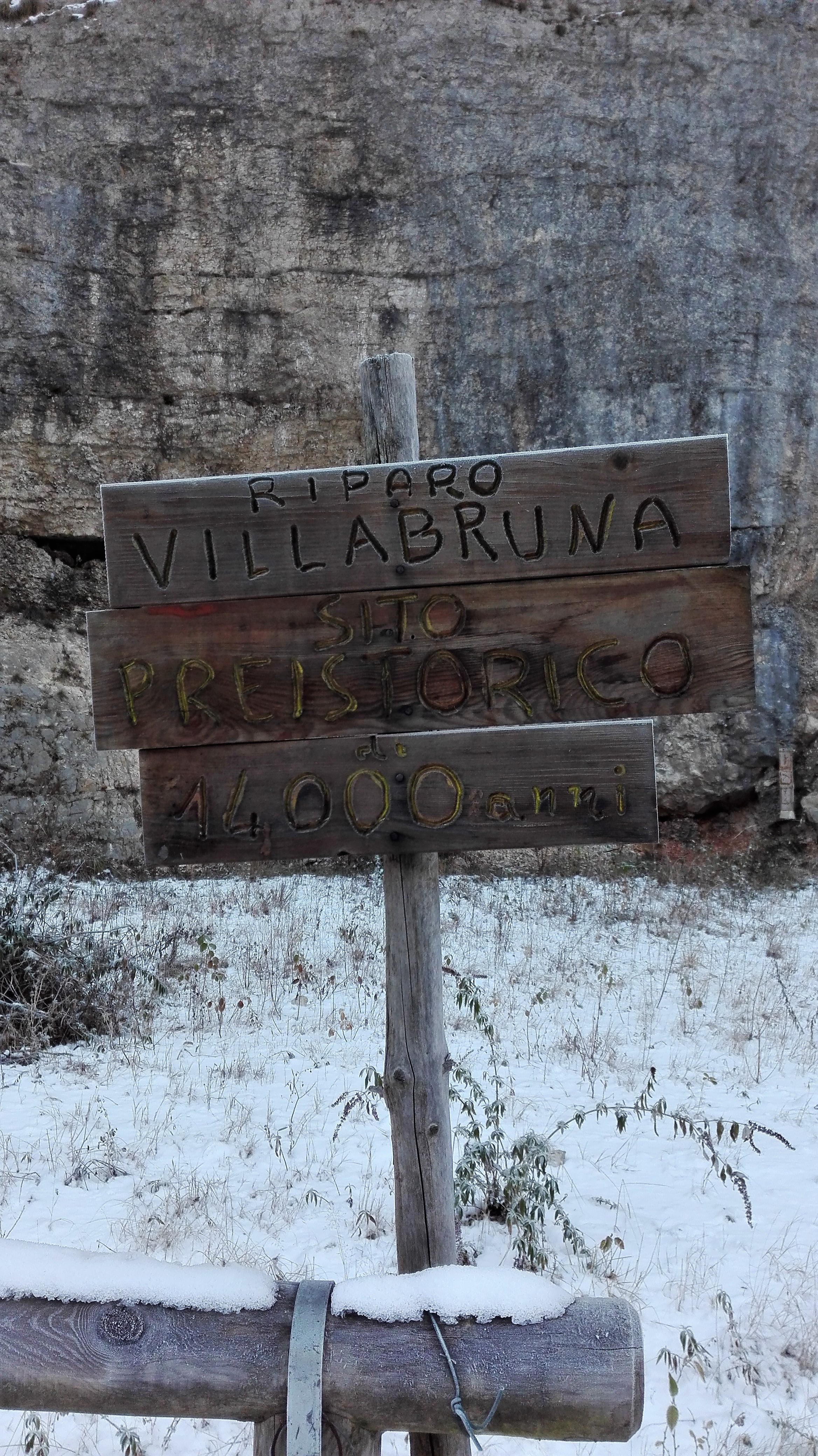
Cartello che indica il sito archeologico Val Rosna

La circostanza che al sepolcro siano stati associati oggetti di evidente carattere simbolico, vedi le pietre dipinte, rappresenta un rilevante delle artistico - religiose dell'epoca paleolitica.

### Il corredo funerario
Il corredo funebre è composto da sei oggetti, probabilmente contenuti in un piccolo sacco di pelle e posti lungo il braccio sinistro: una punta d’osso decorata con delle tacche, una lama, un nucleo di selce, un coltello a dorso, un ciottolo di calcare da usare come percussore e un grumo di resina. Sono poi stati ritrovati degli oggetti ornamentali, ovvero delle conchiglie marine e dei denti di cervo forati.

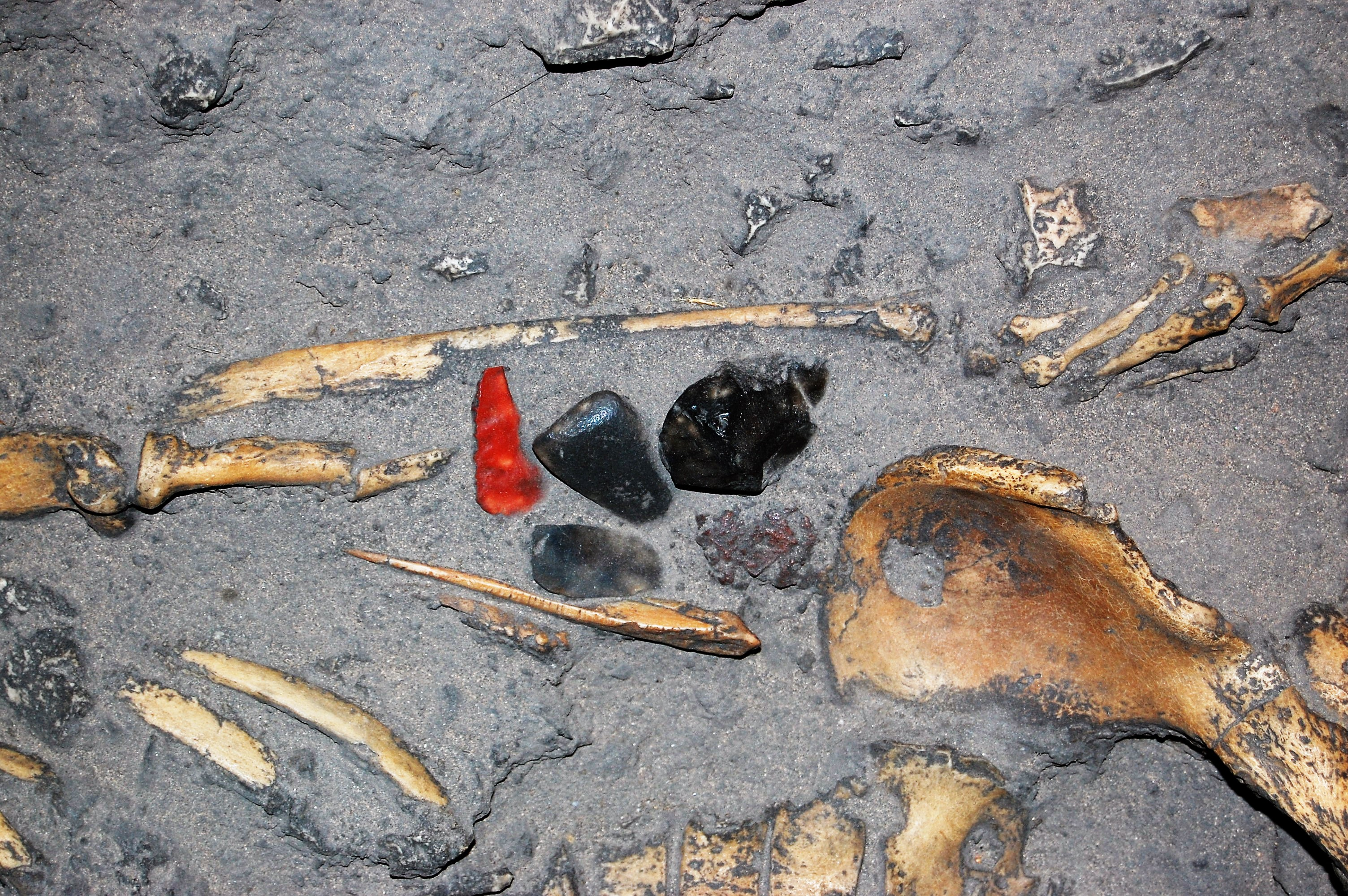
Oggetti del corredo funebre del cacciatore della Val Rosna

### Le pietre dipinte
A copertura della sepoltura furono posti dei grossi ciottoli di fiume presi dal vicino torrente Cismon, alcuni dei quali presentavano una particolare colorazione in ocra. Dopo il restauro, su cinque di essi è stato possibile vedere delle decorazioni di tipo schematico, con delle figure ridotte a pochi tratti essenziali:
1. una pietra a forma di parallelepipedo è risultata decorata in ocra su tutte le sei facce;
2. un’altra raffigura una decorazione antropomorfa (forse una figura umana stilizzata);
3. un ciottolo colorato in ocra presenta al centro un ovale non dipinto, all'interno del quale sono disegnate delle figure che ricordano delle corna di cervo;
4. un’altra pietra riporta delle decorazioni che ricordano delle piante erbacee;
5. il quinto ciottolo è decorato con una banda centrale dalla quale partono 12 linee spezzate, che sembrano tante braccia.

Anche la parete del riparo è stata dipinta: è stata rinvenuta una decorazione lunga quasi 4 metri sulla parete di roccia, circa 1 metro sopra la sepoltura. Si tratta di una sequenza di sei bande verticali dipinte con ocra rossa che formano una specie di cornice.

### Cura dentale
Uno studio del 2015 sui resti umani, ha concluso che un molare del cacciatore, aveva segni di carie,e di un successivo internvento di cura tramite punte microlitiche; se confermato si tratterebbe di una delle più antiche prove di cura per una patologia umana.

### Medicazione
Tra gli oggetti che compongono il corredo della sepoltura dell’uomo è stato ritrovato un grumo delle dimensioni di una pallina da tennis: questo reperto è costituito da miscela di resina di pino silvestre e mugo e cera d'api, che si ipotizza avesse uno scopo curativo: per certi aspetti risulta simile al propoli, che ha un’azione antimicrobica. Il cacciatore aveva dunque con sé una medicazione da usare in caso di bisogno. Riguardo al grumo è stata però avanzata anche un’altra ipotesi: poteva essere usato anche come collante per legare le punte di selce al legno.

## Reperti materiali
Le armi fabbricate dai cacciatori preistorici erano fatte con le materie prime disponibili in natura, principalmente pietra e legno. Veniva utilizzata la selce, raccolta direttamente dalla roccia oppure trovata a terra. Nelle zone frequentate dal cacciatore della Val Rosna, la selce era facilmente reperibile sul Monte Avena: qui le pietre venivano lavorate e scheggiate. Il passaggio dell’uomo preistorico sul monte Avena è stato dimostrato da diverse campagne di scavo, tra le quali condotta nell'estate 2016 dal professor Marco Peresani dell’Università di Ferrara: è stata ritrovata una cava di pietra e moltissimi resti di lavorazione.

## L'ambito geografico
Nella preistoria l’intera area delle Dolomiti fu interessata da rilevanti cambiamenti ambientali: nel Paleolitico Superiore, tra 15.000 e 10.000 anni fa, ci fu la deglaciazione alpina, cioè una serie di miglioramenti climatici che portarono a nuove frequentazioni. I ghiacci si ritirarono e così poterono espandersi i boschi, le foreste e gli ambienti umidi: si moltiplicarono le risorse alimentari e l’uomo del Paleolitico esplorò regioni vergini e ricche di selvaggina. Gli scavi archeologici hanno accertato che il Monte Avena, appartenente al gruppo delle Vette Feltrine, venne frequentato anche in questo periodo da cacciatori alla ricerca di cervi, camosci, caprioli, cinghiali e stambecchi. La rigidità del clima aveva tenuto lontano dalle Dolomiti gli uomini preistorici per diverse migliaia di anni, ma in questa nuova fase climatica, detta Tardoglaciale, gruppi di cacciatori frequentarono la valle del Cismon libera dai ghiacci, inseguendo la selvaggina che si era spostata più in alto, verso il verde ambiente alpino.